# Мошкин, Александр Иванович
Алекса́ндр Ива́нович Мо́шкин (3 июня 1922, Уржумский уезд, Вятская губерния — 24 июня 1944, Олонецкий национальный муниципальный район) — старший краснофлотец Военно-морского флота СССР, участник Великой Отечественной войны, Герой Советского Союза (1944).

## Биография
Александр Мошкин родился 3 июня 1922 года в деревне Малая Чернушка. Окончил семь классов Посенурской школы; работал в колхозе.
В 1941 году был призван на службу в Рабоче-крестьянскую Красную Армию. С того же года — на фронтах Великой Отечественной войны. К июню 1944 года старший краснофлотец Александр Мошкин был автоматчиком 1-й стрелковой роты 3-го стрелкового батальона 70-й морской стрелковой бригады 7-й армии Карельского фронта.
Подвиг совершил летом 1944 г. во время проведения Свирско — Петрозаводской наступательной операции Карельского фронта в Карелии.
23 июня 1944 года в ходе Тулоксинской десантной операции А. И. Мошкин в составе десантной группы высадился в междуречье Тулоксы и Видлицы и перерезал дороги между Питкярантой и Олонцом. 24 июня 1944 года позиции десанта были контратакованы противником, непрерывные бои шли трое суток. В тот день А. И. Мошкин лично уничтожил более 30 солдат и офицеров, сам был ранен, но продолжал сражаться. Когда финские солдаты окружили его, А. И. Мошкин подорвал себя гранатой вместе с ними.
Первоначально был похоронен в братской могиле в посёлке Ильинский Олонецкого района Карело-Финской ССР, позднее перезахоронен в братской могиле в парке на проспекте Урицкого в Лодейном Поле.
Указом Президиума Верховного Совета СССР от 21 июля 1944 года за «образцовое выполнение боевых заданий командования на фронте борьбы с немецкими захватчиками и проявленные при этом отвагу и геройство» старшему краснофлотцу Мошкину Александру Ивановичу посмертно присвоено звание Героя Советского Союза и он награждён высшей наградой Союза ССР орденом Ленина.

## Память
В честь А. И. Мошкина названа улица и установлен обелиск в Лодейном Поле.
7 мая 2012 года силами учеников и учителей Лебяжской школы в рамках проекта «Памятник — герою-земляку» на малой родине А. И. Мошкина установлен памятник недалеко от деревни Изиморка; в 2014 году установлена гранитная табличка с его портретом.

## Комментарии
1. ↑  Деревня Малая Чернушка располагалась примерно в 30 км от села Лебяжье[2] и относилась к Кокшинской волости Уржумского уезда, в последующем входила в состав Лаптевского сельсовета Лебяжского района, с 1945 года — Буйского района Кировской области; не сохранилась, ныне — территория Лебяжского района[2][3] Кировской области[4]. В источниках местом рождения указывается также деревня Чернушка Уржумского уезда[5]. В ряде источников, указывающих местом рождения деревню Малая Чернушка Уржумского района[6][7], по-видимому, не учтены административно-территориальные преобразования после 1929 года, и отнесение деревни к Уржумскому району произведено по «созвучию» с уездом.
2. ↑  Входит в Лажское сельское поселение Лебяжского района.